# Mili Poljičak
Mili Poljičak (* 13. Juli 2004 in Split) ist ein kroatischer Tennisspieler.

## Karriere
Poljičak ist bis Ende auf der ITF Junior Tour spielberechtigt. Dort konnte er bislang mit Rang 5 seine höchste Notierung in der Jugend-Rangliste erreichen. Er spielte alle vier Grand-Slam-Turniere und war im Einzel mit dem Viertelfinaleinzug 2021 in Wimbledon am erfolgreichsten. Im Doppel stand er im selben Jahr bei den US Open im Halbfinale. 2022 gewann er im Einzel und Doppel in Traralgon ein Turnier der zweithöchsten Turnierkategorie.
Ab 2020 spielt Poljičak auch Profiturniere, vor allem auf der ITF Future Tour. Im Einzel gelang ihm bislang einmal der Einzug ins Viertelfinale, wodurch er sich in der Tennisweltrangliste platzieren konnte. Im Doppel konnte er 2021 einmal ein Future-Endspiel erreichen. Darüber hinaus erhielt Poljičak mehrere Wildcards für die ATP Challenger Tour. In Zadar gelang ihm hier auch der Einzug ins Halbfinale an der Seite von Nino Serdarušić. Für die ATP Tour erhielt er eine Wildcard in Umag für das Doppel, wo er mit seinem Partner Admir Kalender in der ersten Runde gegen Pablo Cuevas und Fabrice Martin, die an zweiter Position gesetzt waren, zum Auftakt gewinnen konnte. In der zweiten Runde verloren sie dann knapp im Match-Tie-Break.

## Erfolge
| Legende (Anzahl der Siege)  |
| Grand Slam                  |
| ATP Finals                  |
| ATP World Tour Masters 1000 |
| ATP Tour 500                |
| ATP Tour 250                |
| ATP Challenger Tour (1)     |

### Doppel

#### Turniersiege
| Nr. | Datum           | Turnier | Belag         | Partner       | Finalgegner                   | Ergebnis |
| --- | --------------- | ------- | ------------- | ------------- | ----------------------------- | -------- |
| 1.  | 18. Januar 2025 | Oeiras  | Hartplatz (i) | Matej Sabanov | Íñigo Cervantes Mick Veldheer | 6:0, 6:1 |